# Жизненно важные органы
Жизненно важные органы — это органы, без которых невозможна жизнедеятельность животного или человека; органы, без которых человек или животное не смогло бы выжить, если бы один или пара из них были полностью удалены.

## Описание
Почти все внешние органы не являются жизненно важными (исключение: кожа), поэтому без них вполне можно жить.
Кожа является жизненно важным органом, так как защищает тело от широкого спектра внешних воздействий, участвует в дыхании, терморегуляции, обменных и многих других процессах. Кроме того, кожа представляет собой массивное рецептивное поле различных видов поверхностной чувствительности (боли, давления, температуры). По этой причине сдирание кожи применялось в качестве казни и пыток.
Из внутренних органов жизненно важными можно выделить: сердце, мозг, легкие, почки, печень.